# Ondřej Moravec
Ondřej Moravec (Ústí nad Orlicí, 9 de junio de 1984) es un deportista checo que compitió en biatlón.
Participó en tres Juegos Olímpicos de Invierno, entre los años 2006 y 2014, obteniendo tres medallas en Sochi 2014, plata en persecucuón y en el relevo mixto y bronce en salida en grupo.
Ganó seis medallas en el Campeonato Mundial de Biatlón entre los años 2013 y 2020, y una medalla de bronce en el Campeonato Europeo de Biatlón de 2008.

## Palmarés internacional
| Juegos Olímpicos   | Juegos Olímpicos             | Juegos Olímpicos  | Juegos Olímpicos |
| Año                | Lugar                        | Medalla           | Prueba           |
| ------------------ | ---------------------------- | ----------------- | ---------------- |
| 2014               | Sochi (Rusia)                | Medalla de plata  | Persecución      |
| 2014               | Sochi (Rusia)                | Medalla de plata  | Relevo mixto     |
| 2014               | Sochi (Rusia)                | Medalla de bronce | Salida en grupo  |
| Campeonato Mundial |                              |                   |                  |
| Año                | Lugar                        | Medalla           | Prueba           |
| 2013               | Nové Město (República Checa) | Medalla de bronce | Relevo mixto     |
| 2015               | Kontiolahti (Finlandia)      | Medalla de oro    | Relevo mixto     |
| 2015               | Kontiolahti (Finlandia)      | Medalla de plata  | Salida en grupo  |
| 2015               | Kontiolahti (Finlandia)      | Medalla de bronce | Individual       |
| 2017               | Hochfilzen (Austria)         | Medalla de plata  | Individual       |
| 2020               | Anterselva (Italia)          | Medalla de bronce | Relevo mixto     |
| Campeonato Europeo |                              |                   |                  |
| Año                | Lugar                        | Medalla           | Prueba           |
| 2008               | Nové Město (República Checa) | Medalla de bronce | Relevo           |